# Субординированные облигации
Субординированные облигации — эмиссионные ценные бумаги, выпуск которых вправе осуществлять исключительно кредитные организации (банки).
Субординированная облигация закрепляет права её владельца на получение от эмитента в предусмотренный срок номинальной стоимости с процентами и характеризуется, помимо прочего, следующим:
- срок погашения субординированной облигации составляет не менее пяти лет или не установлен;
- владелец субординированной облигации не может предъявлять требование о её погашении и досрочной уплате процентов в течение первых пяти лет;
- в случае банкротства кредитной организации требования по субординированной облигации удовлетворяются после требований всех иных кредиторов.

По своим характеристикам субординированная облигация является необеспеченной купонной бездокументарной облигацией. Срок обращения/бессрочность и конвертируемость/неконвертируемость субординированной облигации являются условиями, выбор которых предоставлен на усмотрение эмитентам применительно к конкретному выпуску.

## Цели выпуска субординированных облигаций
Банки осуществляют выпуск субординированных облигаций на том основании, что привлеченные в процессе размещения субординированных облигаций денежные средства являются источником банковского капитала второго уровня (добавочный капитал). Такие денежные средства банк может использовать как для приведения капитала в соответствие с требованиями Банка России, так и для дальнейшего предоставления кредитов и привлечения новых займов.

## Инвестиционная привлекательность
Субординированные облигации привлекательны высокими процентами доходности, которые превосходят ставки банка по депозитам и обычным облигациям, что, по мнению экспертов, компенсирует риски их владельцев.
В решение о выпуске субординированных облигаций также может быть предусмотрен инструмент снижения рисков их владельцев в виде положения о конвертации требований владельцев субординированных облигаций в обыкновенные акции или доли в уставном капитале банка в случае неисполнения эмитентом обязательств по субординированным облигациям.

## Риски инвесторов
Повышенные риски владельцев субординированных облигаций материализуются в случае банкротства банка, так как требования по субординированным облигациям стоят на предпоследнем месте (перед акциями) в очередности удовлетворения.
Кроме того, привлеченные посредством размещения субординированных облигаций денежные средства составляют банковский капитал второго уровня, потому они могут быть списаны в банковский капитал первого уровня в случае нарушения нормативов его достаточности. В таком случае обязательства банка по выплате номинальной стоимости и процентов по субординированным банковским облигациям прекращаются в том объёме, который необходим для достижения соответствующего уровня норматива банковского капитала, а невыплаченные проценты не возмещаются и не накапливаются.
С другой стороны, при описанных выше обстоятельствах, и когда это предусмотрено в эмиссионных документах, владельцы субординированных облигаций могут конвертировать их в акции банка вместо полного/частичного прекращения обязательств банком в форме списания привлеченных денежных средств на нераспределенную прибыль банка.

## Пониженные риски инвесторов в субординированные облигации системно значимых банков
С учётом того, что Департамент надзора Банка России за системно значимыми кредитными организациями регулируют деятельность 11-ти системно значимых банков в России и принимает различные меры стабилизации их финансового положения, банкротство и необходимость осуществления мер по его предупреждению в отношении таких банков видятся маловероятными.
Вследствие этого, при фактически одинаковом уровне риска, вложение денежных средств в субординированные облигации банков из списка 11-ти представляется более доходным, чем вложение в их обычные (старшие облигации).
Дело в том, что рынок прежде всего оценивает не статус (тип) облигаций, а финансовое положение их эмитента. Если у банка все действительно плохо, то от дефолтов не застрахован любой выпуск облигаций такого банка. Если же положение банка стабильное, то и субординированные облигации, несмотря на присущие им риски, будут приносить доходность.
Однако, несмотря на особое поле правового регулирования деятельности банков из списка 11-ти, инвестированию в субординированные облигации соответствующих банков всегда сопутствует риск того, что в условиях выпуска субординированных облигаций будет предусмотрено право банка в одностороннем порядке отказаться от уплаты процентов. Вследствие этого, инвестирование в субординированные облигации всегда должно сопровождаться внимательным изучением и анализом эмиссионных документов.

## Возможность и способы приобретения
Риски, с которыми может столкнуться владелец субординированных облигаций, положили начало долгим спорам и дискуссии бизнес сообщества с законодателем, в ходе которых последний утвердил специальные требования к профессиональному уровню и уровню рисков инвесторов в субординированные облигации.
27 декабря 2018 года в юридическую силу вступило положение о том, что субординированные облигации предназначены только для квалифицированных инвесторов, а номинальная стоимость одной такой облигации не может быть меньше чем десять миллионов рублей.
За исключением ограничения круга потенциальных инвесторов квалифицированными инвесторами, для обращения субординированных облигаций на законодательном уровне не предусмотрено никаких ограничений — наряду с остальными эмиссионными ценными бумагами они свободно торгуются на Московской бирже.
Куда более проблематично распознать является ли конкретный выпуск облигаций субординированным или нет. Ни в торговых системах биржи, ни в решениях о выпуске субординированных облигаций это напрямую не указывается. Полностью удостовериться в том, что конкретный выпуск облигаций является субординированным можно лишь из анализа его проспекта эмиссии.